# 福氏肿足蕨
福氏肿足蕨（学名：Hypodematium fordii），为肿足蕨科肿足蕨属下的一个植物种。